# Void Linux
Void Linux (o semplicemente Void) è una distribuzione Linux indipendente che utilizza runit  come sistema di init e il gestore di pacchetti X Binary Package System (XBPS),  progettato e implementato da zero.
Escludendo i BLOB binari del kernel Linux, l'installazione di base è composta interamente da software libero. Gli utenti possono comunque installare software non libero attraverso il repository ufficiale "nonfree.".

## Storia
Void Linux è stata creata nel 2008 da Juan Romero Pardines, ex manutentore di NetBSD.
Void Linux fu una delle prime distribuzioni ad aver adottato runit come sistema di init, al posto di Systemd o Unix System V.
Fu anche fra le prime ad adottare LibreSSL come libreria di crittografia del sistema per impostazione predefinita al posto di OpenSSL anche se in seguito si è deciso di adottare quest'ultimo.
La distribuzione è diffusa sia tramite una compilazione con la GNU C Library che tramite musl.
Nel 2015 Jesse Smith di DistroWatch fece notare che i tempi di avvio della distribuzione erano nettamente inferiori alla media, segnalando però alcuni bug e lacune nella documentazione.

## Caratteristiche
Void Linux è una distribuzione rolling release. I pacchetti sorgente vengono mantenuti su GitHub e possono essere compilati utilizzando uno script fornito. Il processo di creazione non è legato all'attuale sistema; Può essere eseguito anche il targeting di architetture estere.
Oltre all'immagine base, priva di ambiente desktop, esiste una versione live con l'ambiente desktop Xfce.
Altri ambienti grafici sono pienamente supportati da Void Linux, ma, a differenza del passato, non sono più offerti come immagini live o di installazione, per ridurre il carico di lavoro dei test.
Le immagini contengono un programma di installazione che offre un'interfaccia utente basata su ncurses. La shell di root predefinita è Dash.
L'installazione di base è interamente composta da software libero ad esclusione di alcuni repository opzionali contenenti software proprietario forniti ufficiale.

## Edizioni
Void Linux può essere scaricato come immagine di base o come immagine con l'ambiente xfce. L'immagine di base contiene poco più che programmi di base mentre la versione xfce contiene un ambiente desktop Xfce preconfigurato. In passato venivano messe a disposizione immagini live preconfezionate con Cinnamon, Enlightenment, LXDE, LXQt, MATE e GNOME ma sono state abbandonate per alleggerire il carico di lavoro del team sui test che le stesse richiedevano.
Le immagini live contengono un programma di installazione che offre un'interfaccia utente basata su ncurses.

### Tabella rilasci Void Linux live
| Piattaforma            | Libreria C | Libreria C | Ambiente Desktop |
| ---------------------- | ---------- | ---------- | ---------------- |
| Piattaforma            | glibc      | musl       | xfce             |
| i686                   | Yes        | No         | Yes              |
| amd64                  | Yes        | Yes        | Yes              |
| ARM-based              |            |            |                  |
| Raspberry Pi 1/2/3/4/5 | Yes        | Yes        | No               |

## Derivate
- Void Linux per PowerPC/Power ISA  - Derivata non ufficiale [18]. Si trattava di un progetto di fork di Void Linux per PowerPC e Power ISA terminato all'inizio del 2023. Supportava dispositivi a 32 e 64 bit, operazioni big-endian e little-endian, musl e glibc. Void-ppc manteneva la propria infrastruttura di build e i propri repository di pacchetti.[19]
- Project Trident - Era una distribuzione Linux basata su Void Linux,[20] ma è stata interrotta [21] nel marzo del 2022.[22]